# Легг, Джером
Джером Легг (англ. Jerome Legg, полное имя Jerome Bibb Legg; 1838—1915) — американский архитектор.
Автор книги Home for Everybody, изданной в 1876 году тиражом 6 000 экземпляров.

## Биография
Родился в округе Скайлер, штат Иллинойс, в 1838 (по другим данным в 1839) году.
В 1864 году приехал в Сент-Луис и поступил в Коммерческий колледж Джонса (Jones Commercial College). По окончании колледжа работал в качестве клерка и бухгалтера у архитектора Джорджа Барнетта, который поощрял Легга посвящать свободное время изучению архитектуры. После года работы в сфере архитектуры и строительства Джерому Леггу было поручено руководить сооружением в 1868—1869 годах здания Объединённой методистской епископальной церкви Томаса Диксона (Thomas Dixon’s Centenary United Methodist Episcopal Church).

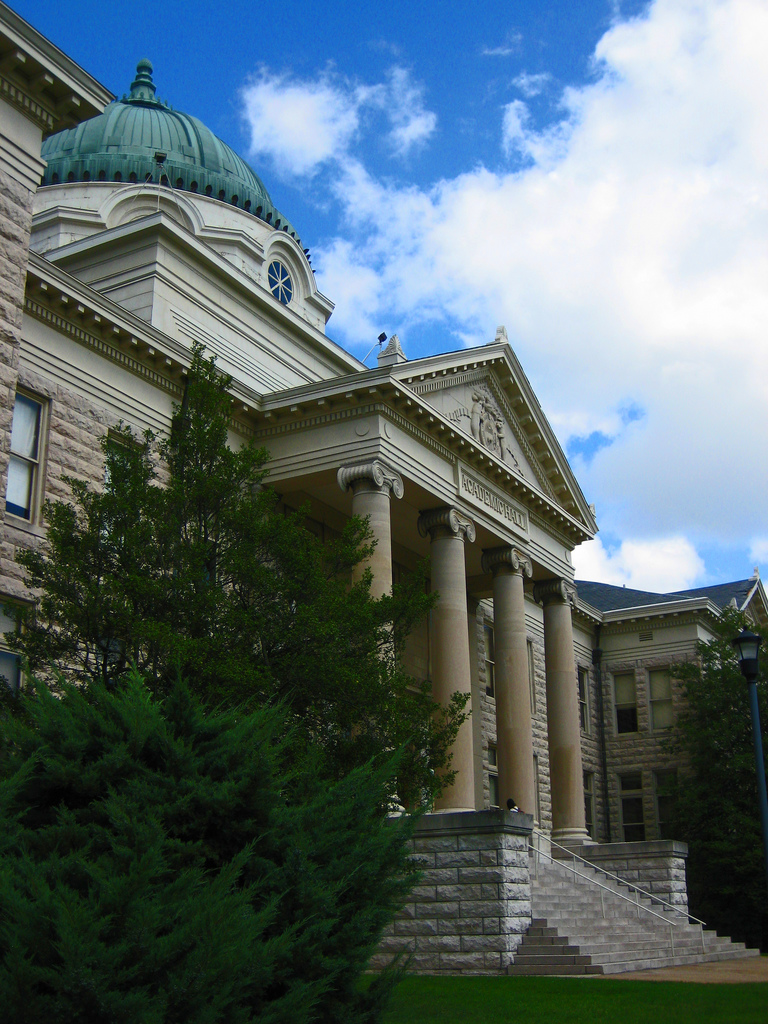
Главный корпус Юго-восточного университета штата Миссури

К 1878 году в активе Легга было много реализованных проектов в Сент-Луисе. В 1884 году Легг был принят в члены Американского института архитекторов. В этом же году им было построено его самое важное здание — St. Louis Exposition and Music Hall на Всемирной выставке 1904 года в Сент-Луисе. Его большой зал стоимостью 750 000 долларов был признан одним из самых больших и грандиозных в стране.
Некоторое время Джером Легг сотрудничал с архитектором Чарльзом Джеймсом. Имел в Сент-Луисе собственную архитектурную фирму. Спроектировал много частных домов по индивидуальным проектам, в частности, дом Уильяма Катберта Джонса.
Последние годы жизни находился на пенсии и жил со своей женой в Помоне, штат Калифорния. Умер 17 июня 1915 года в Сан-Бернардино, Калифорния.